# Csáki András
Csáki András (Budapest, 1981–) Liszt Ferenc-díjas magyar gitárművész.

## Zenei tanulmányai
Tizenegy évesen kezdett el gitározni Budapesten, a Ferencvárosi Ádám Jenő Zeneiskolában (tanára: Kozma László). 1996-tól a Bartók Béla Zeneművészeti Szakközépiskola és Gimnáziumban tanult (tanára: Szilvágyi Sándor). Érettségijét követően két évet Győrben tanult (tanára: Roth Ede), majd gitártanulmányait 2002-től ismét Budapesten, a Zeneakadémián folytatta (tanára: Eötvös József). 2007-ben itt diplomázott, kitüntetéssel. 2007-től a Liszt Ferenc Zeneművészeti Egyetem Doktori Iskolájának hallgatója. 2013-ban benyújtotta Andrés Segovia művészete 21. századi szemmel c. doktori disszertációját. Sikeres doktori vizsgáit és védését követően 2014-ben DLA fokozatot szerzett. 2021-ben habilitált a Liszt Ferenc Zeneművészeti Egyetemen. 
Közben 2012-2013-ban Los Angelesben a USC Thornton School of Musicon folytatott posztgraduális tanulmányokat, ahol tanárai Scott Tennant, William Kanengiser és Brian Head voltak. A Los Angelesben töltött egy év legmeghatározóbb élményei az iskola tiszteletbeli professzorához, Pepe Romeróhoz fűződnek, aki havi rendszerességgel tanította az egyetem több kiválasztott gitáros diákját, így Andrást is.
14 éves korától aktív résztvevője a hazai és nemzetközi mesterkurzusoknak. Többek között aktív közreműködőként részt vett Manuel Barrueco, Leo Brouwer, Abel Carlevaro, Costas Cotsiolis, Aniello Desiderio, Zoran Dukic, Eliot Fisk, William Kanengiser, Pablo Marquez, Nigel North, Paul O'Dette, Thomas Müller-Pering, Paco Peña, Judicaël Perroy, Angel Romero, Pepe Romero, David Russell, Scott Tennant, valamint Kováts Barna és Vásáry Tamás mesterkurzusain.

## Előadói tevékenysége
Szólistaként koncertezett többek között Angliában, Ausztráliában, Ausztriában, Bosznia-Hercegovinában, Csehországban, Chilében, Franciaországban, Görögországban, Grúziában, Horvátországban, Indiában, Izraelben, Japánban, Kínában, Montenegróban, Norvégiában, Olaszországban, Oroszországban, Spanyolországban, Romániában, Szlovákiában, Szerbiában, Ukrajnában, Vietnámban és az Egyesült Államokban.
Korosztályának egyik legaktívabb magyar klasszikusgitárosaként versenyművek és kamaraprodukciók előadója idehaza és külföldön. Szólistaként játszhatott már szinte valamennyi neves magyar-, illetve számos neves külföldi szimfonikus és kamarazenekarral. Dolgozott idehaza és külföldön is méltán elismert neves karmesterekkel. Gitárosként gyakran és szívesen vállalkozik XX. századi és kortárs szerzők műveinek bemutatására, előadására. 
(Koncertjeiről részletesen lásd itt: https://m2.mtmt.hu/gui2/?type=authors&mode=browse&sel=10050742)

## Oktatói tevékenység
2005-2014 Bartók Béla Zeneművészeti Szakközépiskola és Gimnázium gitártanára. 2010-től a Liszt Ferenc Zeneművészeti Egyetem oktatója
2011-2020 között a Szegedi Tudományegyetem Zeneművészeti Karának tanára is volt. 2021-től a Zeneakadémia habilitált egyetemi docense.
Rendszeresen tart módszertani továbbképzéseket és gitárkurzusokat a hazai és külföldi felső- és középfokú intézményekben, valamint a hazai és nemzetközi gitárfesztiválokon és kurzusokon. Első nemzetközi gitárkurzusa 2005-ben az Egyesült Államokban (Dallasban) volt. Azóta rendszeresen felkérik gitárkurzusok tartására külföldön is. Tanított már - az Egyesült Államokon kívül – Angliában, Ausztráliában, Csehországban, Franciaországban, Görögországban, Izraelben, Kínában, Lengyelországban, Németországban, Romániában, Oroszországban, Svájcban, Szlovákiában, Ukrajnában és Vietnamban.

## Lemezfelvételek
2009-ben jelent meg első önálló CD lemeze. Ezen Bach, Mauro Giuliani, Agustín Barrios, Jorge Morel, Farkas Ferenc, és Mario Castelnuovo-Tedesco darabokat játszik. 
2010-ben a Naxos kiadó gondozásában jelent meg második szólólemeze, amin Bach, Benjamin Britten, John W. Duarte és Mario Castelnuovo-Tedesco műveket ad elő. Ennek a lemeznek a műsorából két mű is bekerült Enrique Robichaud kanadai zenetudós Guitar’s Top 100 című könyvébe, mely a gitárrepertoár 100 legnépszerűbb művéből választ ki művenként három – a könyv szerzője által – jelentősnek és figyelemre méltónak tartott előadást. 
2012-ben Angliában rögzíthette harmadik szólólemezét, ami Spanyolországban jelent meg 2013 őszén, a Julian Arcas Guitarra Clásica sorozatában. Ezen Francisco Tárrega, Isaac Albéniz, Joaquin Rodrigo, Joaquin Turina, Joaquin Malats és Frederico Moreno Torroba darabjait szólaltatja meg.
2016-ban, az Ágai Karola és Szendrey-Karper László Emlékérem első gitárművész kitüntetettjeként készíthette el Bach lemezét, ami Bach négy lantszvitjét tartalmazza: g-moll szvit, BWV 995 (a-mollban), e-moll szvit, BWV 996, c-moll szvit, BWV 997 és E-dúr szvit, BWV 1006a.
2021-ben a Nemzeti Kulturális Alap támogatásával jelent meg a Hungarian and Spanish Sonatas from the 20th Century (In Memoriam Sándor Szilvágyi) c. lemeze. Ezen Miklós Rózsa: Sonata for Guitar Op. 42, Ferenc Farkas: Sonata per chiatara sola, Barna Kovács: Sonata Növa és Antonio Jose: Sonata para guitara c. műveit játssza.

## Nemzetközi versenyeredmények

### Első díjak
- 1999: IV. Anna Amalia Nemzetközi Ifjúsági Gitárverseny (Weimar, Németország)
- 1999: XXVI. Dr. Luis Sigall Nemzetközi Zenei Verseny[4] (Vina del Mar, Chile)
- 2003: Johann Kaspar Mertz Nemzetközi Gitárverseny (Pozsony, Szlovákia)
- 2004: John Duarte Nemzetközi Gitárverseny (Ruszt, Ausztria)
- 2004: J. E. Jurkowski Nemzetközi Gitárverseny (Tychy, Csehország)
- 2005: XXXV. International Jeunesses Musicales Nemzetközi Zenei Verseny[5] (Belgrád, Szerbia-Montenegro)
- 2005: X. Forum Gitarre Wien Nemzetközi Gitárverseny[6] (Bécs, Ausztria)
- 2008: 51. Tokiói Nemzetközi Gitárverseny[7] (Tokió, Japán)[8]
- 2009: 42. Michele Pittaluga Nemzetközi Gitárverseny[9] (Alessandria, Olaszország)
- 2010: Nikita Koshkin Nemzetközi Gitárverseny (Kalkutta, India)[10]
- 2011: XII. Julián Arcas Nemzetközi Gitárverseny (Almeria, Spanyolország)[11]

### Második díjak
- 1997: Szendrey-Karper László Nemzetközi Gitárverseny (Esztergom, Magyarország, első helyezettet nem hirdettek)
- 2006: Karl Scheit Nemzetközi Gitárverseny[12] (Bécs, Ausztria)
- 2006: 39. Michele Pittaluga Nemzetközi Gitárverseny[9] (Alessandria, Olaszország)
- 2007: I. Horváth Nemzetközi Gitárverseny (Split, Horvátország)
- 2007: Heinsberg Nemzetközi Gitárverseny és Gitárfesztivál (Heinsberg, Németország)
- 2008: Printemps de la Guitare Nemzetközi Gitárverseny[13] (Charleroi, Belgium)
- 2009: X. Julián Arcas Nemzetközi Gitárverseny[14] (Almeria, Spanyolország)
- 2010: 18. Hubert Käppel Nemzetközi Gitárverseny (Koblenz, Németország)
- 2011: XXIX. GFA Nemzetközi Előadóművész Verseny (Columbus - GA, USA)
- 2011: 45. Francisco Tárrega Gitárverseny (Benicassim - Spanyolország)

### Harmadik díjak
- 2001: Weikersheim Nemzetközi Gitárverseny (Weikersheim, Németország)
- 2006: Alirio Diaz Nemzetközi Gitárverseny (Carora, Venezuela)
- 2011: Andrés Segovia Nemzetközi Gitárverseny (La Herradura, Spanyolország)

### Különdíjak
- 1999: Anna Amalia Nemzetközi Gitárverseny (Weimar, Németország) - Klasszikus gitármű (Bach) legjobb előadója;
- 1999: XXVI. Dr. Luis Sigall Nemzetközi Zenei Verseny (Vina del Mar, Chile) - A chilei televízió nagydíja
- 2005: XXXV. International Jeunesses Musicales Nemzetközi Zenei Verseny (Belgrád, Szerbia-Montenegro) - Kortárs darab legjobb előadója;
- 2006: Alirio Diaz Nemzetközi Gitárverseny (Carora, Venezuela) - Bach műveinek legjobb előadója;
- 2007: I. Horvát Nemzetközi Gitárverseny (Split, Horvátország) - A verseny legígéretesebb gitáros tehetsége;
- 2011: 45. Francisco Tárrega Gitárverseny (Benicassim - Spanyolország) - Közönségdíj;

## Ösztöndíjak, kitüntetések
- 2008: Fischer Annie ösztöndíj[15]
- 2009: Fischer Annie ösztöndíj
- 2009: Duna Televízió Magyar Csillagok-díj
- 2009: Junior Prima díj zeneművészet kategóriában
- 2010: Fischer Annie ösztöndíj
- 2010: Márciusi Ifjak díj[15]
- 2015: Ágai Karola és Szendrey-Karper László Emlékérem
- 2021-23: MMA Művészeti Ösztöndíj
- 2022: Liszt Ferenc-díj[16]

### Fontosabb YouTube-felvételek
- Giuliani: Rossiniana No 3. YouTube
- Rodrigo:Fandango. YouTube
- J.S. Bach: Prelude from BWV 1006a. YouTube
- Dowland:Farewell. YouTube
- Barrios: Vals Op. 8 No 3. YouTube
- Tarrega: Traviata Fantasy. YouTube
- Tedesco: Sonata 1st movement. YouTube
- Mertz: Fantasia Ungharese. YouTube

### Honlapok, közösségi oldalak
- Csáki András honlapja Archiválva 2007. március 31-i dátummal a Wayback Machine-ben
- Andras Csaki's Homepage
- Liszt Ferenc Zeneművészeti Egyetem honlapja
- All Music
- Last Fm
- Amazon.com